# South Gloucestershire
South Gloucestershire és una àrea d'autoritat unitària del sud-oest d'Anglaterra. Comprèn múltiples àrees suburbanes al nord i l'est de Bristol, així com un gran interior d'hivern rural. South Gloucestershire es va crear el 1996 a partir de la secció nord del comtat d'Avon, que va ser abolida aleshores.